# Aristolochia incisa
Aristolochia incisa är en piprankeväxtart som beskrevs av Pierre Étienne Simon Duchartre. Aristolochia incisa ingår i släktet piprankor, och familjen piprankeväxter. Inga underarter finns listade i Catalogue of Life.